# Tito Double P
Jesús Roberto Laija García (Tepic, Nayarit, 18 de agosto de 1997), conocido como Tito Double P, es un cantante y compositor mexicano.

## Biografía y carrera

### Primeros años
Nació en Tepic, Nayarit, y creció en Culiacán, Sinaloa. Es primo del también cantante, Peso Pluma.

### Trayectoria musical
En 2021, comenzó a compartir videos en redes sociales en los que interpretaba corridos, captando la atención de su primo Peso Pluma, quien en ese entonces estaba interesado en iniciar una carrera musical y lo invitó a Culiacán. 
En 2023, motivado por Peso Pluma y otros como Natanael Cano, Laija decidió continuar su carrera musical en solitario y lanzó su sencillo debut, "Dembow Bélico", junto a Luis R. Conriquez y Joel de la P el 3 de junio de 2023. Más adelante, participó en dos temas del tercer álbum de estudio de Peso Pluma, Génesis (2023): "Gavilán II" y "La People".
En abril de 2024, Laija ingresó por primera vez al Billboard Hot 100 de EE. UU. con "La People II", que debutó y alcanzó la posición número 69. El 22 de agosto del mismo año, lanzó su primer álbum de estudio, Incómodo (2024), el cual debutó en el puesto número 20 del Billboard 200 de Estados Unidos. Inicialmente, el álbum ocupó el segundo lugar en los Top Latin Albums y de Regional Mexican Albums, y en su quinta semana alcanzó la primera posición en ambas. Dedico su última canción 7 Días en colaboración con Gabito Ballesteros a la cantante Belinda con la cual fue relacionada anteriormente, y con quién grabó recientemente el tema "La cuadrada" llegando a los primeros lugares de popularidad.

## Discografía

### Álbumes de estudio
| Ábumes de estudio, con detalles y posiciones en las listas | Ábumes de estudio, con detalles y posiciones en las listas                                               | Ábumes de estudio, con detalles y posiciones en las listas | Ábumes de estudio, con detalles y posiciones en las listas | Ábumes de estudio, con detalles y posiciones en las listas |
| Título                                                     | Detalles                                                                                                 | Posiciones máximas en el gráfico                           | Posiciones máximas en el gráfico                           | Posiciones máximas en el gráfico                           |
| Título                                                     | Detalles                                                                                                 | US                                                         | US Latin                                                   | US Reg. Mex.                                               |
| ---------------------------------------------------------- | --- | ---------------------------------------------------------- | ---------------------------------------------------------- | ---------------------------------------------------------- |
| Incómodo                                                   | - Fecha de lanzamiento: 22 de agosto de 2024 - Etiqueta: Doble P - Formatos: Descarga digital, streaming | 11                                                         | 1                                                          | 1                                                          |

### Apariciones de invitados
| Lista de apariciones con otros artistas | Lista de apariciones con otros artistas | Lista de apariciones con otros artistas | Lista de apariciones con otros artistas |
| Título                                  | Año                                     | Otros artistas                          | Álbum                                   |
| --------------------------------------- | --------------------------------------- | --------------------------------------- | --------------------------------------- |
| Gavilán II                              | 2023                                    | Peso Pluma                              | Génesis                                 |
| La People                               | 2023                                    | Peso Pluma                              | Génesis                                 |
| Traka                                   | 2023                                    | El Alfa                                 | El Rey del Dembow                       |
| Sin Tanto Royo                          | 2024                                    | Luis R. Conriquez                       | Corridos Bélicos, Vol. IV               |
| Bélicos                                 | 2024                                    | Luis R. Conriquez                       | Corridos Bélicos, Vol. IV               |
| Dembow Bélico                           | 2024                                    | Luis R. Conriquez                       | Incómodo                                |
| Cuando Andaba Recio                     | 2024                                    | Lenin Ramírez                           | Bien Palito                             |
| A qué sabes                             | 2024                                    | Lenin Ramírez                           | Bien Palito                             |
| Belikon                                 | 2024                                    | Gabito Ballesteros y Luis R. Conríquez  | THE GB                                  |
| La People II                            | 2024                                    | Peso Pluma                              | Éxodo                                   |
| Belanova                                | 2024                                    | Peso Pluma                              | Éxodo                                   |
| Crisis                                  | 2024                                    | Becky G                                 | Encueros                                |
| La Bestia                               | 2024                                    | Código FN                               | XV Recagado                             |
| La cuadrada                             | 2025                                    | Belinda                                 | Indómita                                |